# Sinagoga Ben Ezra
Sinagoga Ben Ezre (hebrejsko בית כנסת בן עזרא, arabsko معبد بن عزرا), včasih imenovana sinagoga El-Geniza (hebrejsko בית כנסת אל גניזה) ali Sinagoga Levantinov (al-Shamiyin) , stoji v starem mestu Kairo v Egiptu. Po lokalni legendi stoji na mestu, kjer je bil najden otrok Mojzes.

To je bila sinagoga, v katere genizi ali skladišču je bilo v 19. stoletju najden zaklad zapuščenih hebrejskih, aramejskih in judeo-arabskih posvetnih in svetih rokopisov. Zbirka, znana kot Kairska geniza, je bila prinesena v Cambridge v Angliji na pobudo Solomona Schechterja in je zdaj razdeljena med več akademskih knjižnic.

## Zgodovina
Ben Ezra je kot ustanova starodavna in je v svoji zgodovini zasedala vsaj tri zgradbe. Bila je deležna veliko večjih in manjših prenov. Trenutna stavba je iz leta 1890.
Datum ustanovitve sinagoge Ben Ezra ni znan, čeprav obstajajo dobri dokazi v dokumentih, ki jih je odkrila geniza, da pred letom 882 in je verjetno predislamska . Leta 882 je patriarh koptske pravoslavne cerkve v Aleksandriji prodal cerkev in njene posesti skupini Judov, zato nekateri znanstveniki iz 19. stoletja domnevajo, da je to izvor Ben Ezre. Vendar pa so bili kupci privrženci Talmudskih akademij v Babilonije, Ben Ezra pa je bila skupnost, ki je opazovala učenje tekmovalnih Talmudskih akademij v Sirski Palestini. Sodobni znanstveniki se strinjajo, da je bila prodaja 882 zemljišč tekma za sinagogi. 
Malo je znano o prvotni stavbi. Približno 1012 je fatimidski kalif Al-Hakim bi-Amr Alah odredil uničenje vseh judovskih in krščanskih verskih krajev. Izvirna sinagoga Ben Ezra je bila porušena, »opeka in les prodan za drobiž«. Naslednji kalif Ali az-Zahir je omogočil rekonstrukcijo krščanskih in judovskih institucij, sinagoga pa je bila obnovljena v obdobju 1025–1040. Študija izrezljanega lesa Svete skrinje (Aron ha-kodeš), ki se zanesljivo pripisujejo sinagogi, razkrivajo zgodovino prenove sinagoge. Sveta skrinja je sedaj v skupni lasti Waltersovega umetniškega muzeja v Baltimoru in muzeja univerze Yeshiva v New Yorku. Z radiokarbonskim datiranjem so preverili, da les sega v 11. stoletje.
V preteklosti so sinagoge vključevale genizo ali odlagališče za zapuščene ali zastarele dokumente z imenom Boga, saj je judovstvo uči, da je treba takšne liste hraniti s spoštovanjem in nato sčasoma pokopati na pokopališču. Zgradba iz 11. stoletja je imela neobičajno veliko genizo, »dvonadstropno, z več silosi kot podstrešje - z odprto streho, ki je bila dostopna od zgoraj«. Nekateri dokumenti, ki so bili dodani, so bili shranjeni že v prejšnji stavbi, najstarejši datiran dokument je približno 150 let starejši od same genize. Dokumenti so se shranjevali tam okoli 850 let.
Leta 1168 je nameren požar uničil večino mesta Fustat, kjer je bila nato postavljena sinagoga. Fustat je zdaj del Kaira. Islamski vezir Shawar je odredil, da so mesto požgali, da bi preprečil, da bi ga zasedla križarska vojska. Saladin, ki je kmalu zatem postal sultan v Egiptu, je naročil obnovo Fustata. 
Tudi leta 1168 se je judovski filozof, zdravnik in astronom Mojzes Majmonid nastanil v Fustatu, zelo blizu sinagoge Ben Ezra. Tam je živel do svoje smrti leta 1204. Majmonid je postal nagid ali vodja egiptovske judovske skupnosti leta 1171 in kot privrženec  Babilonskega Talmuda (Talmud Bavli) ni bil "član" Ben Ezre. Vendar pa mnogi dokumenti iz genize, vključno z nekaterimi njegovimi lastnoročno napisanimi, govorijo o njegovem življenju in delu in so najpomembnejši primarni biografski viri zanj. 
Slog rezbarjenja na vratih Svete skrinje je nezdružljiv s tistim iz fatimidskega kalifata (909-1171) in je bolj reprezentativen za sultanate Mamelukov (1250–1571), zlasti 15. stoletja. Medaljon, ki krasi vrata, je zasnovan z motivom, ki je skupen knjigoveštvu tega obdobja. Znano je, da je ogenj v sinagogi v 15. stoletju poškodoval bemo ali prižnico. Ena verjetna teorija je, da je bil les iz poškodovane bime popravljen, da bi ustvarili nova vrata za Sveto skrinjo. Sinagogo so popravili in obnovili leta 1488.
Vrata imajo tudi sledove barve, ki so jo konzervatorji označili kot starejše od 19. stoletja. Znano je, da je bila sinagoga prenovljena v 1880-ih, povsem obnovljena v zgodnjih 1890-ih letih, nato pa preoblikovana v začetku 20. stoletja.
Jacob Saphir je bil Jud romunskega rodu, katerega družina se je naselila v osmanski Palestini, ko je bil fant. Postal je rabin, leta 1859 pa je na svetovni turneji poiskal denar za obnovo sinagoge Hurva v Jeruzalemu, ki so jo leta 1721 uničile muslimanske oblasti. Saphir je bil prvi, ki je priznal zgodovinski pomen genize Ben Ezra, ki jo je opisal v knjigi leta 1874. Judovski zbiratelj knjig Elkan Nathan Adler je bil prvi Evropejec, ki je vstopil v genizo leta 1888 in kupil približno 25.000 dokumentov. Medtem ko se je sinagoga obnavljala od leta 1889 do leta 1892, so bili dokumenti na odprtem ogromnem kupu. Egiptolog grof Riamo d'Hulst je v teh letih preučil nekatere dokumente. Decembra 1896 je inštruktor Cambridgeske univerze Solomon Schecter, ki je kasneje postal pomemben ameriški rabin, začel prvo poglobljeno akademsko raziskavo dokumentov iz genize in uredil, da se preostali dokumenti odstranijo iz Kaira v različne univerzitetne knjižnice.
Egiptovska judovska skupnost je na koncu dramatičnega upada, od približno 80.000 ljudi v 1920-ih do manj kot ducat egipčanskih prednikov, ki zdaj živijo v Kairu.  Skladno s tem Sinagoga Ben Ezre sedaj deluje kot turistična atrakcija in muzej, ne pa kot delujoča skupnost.